# Nationalligaen 2012
La Nationalligaen 2012 è stata la 25ª edizione del campionato di football americano di primo livello, organizzato dalla DAFF.

## Squadre partecipanti
| Club                  | Città      | Stadio | Sponsor ufficiale | Risultato nella stagione 2011 |
| --------------------- | ---------- | ------ | ----------------- | ----------------------------- |
| AaB 89ers             | Aalborg    |        |                   |                               |
| Aarhus Tigers         | Aarhus     |        |                   |                               |
| Amager Demons         | Tårnby     |        |                   |                               |
| Copenhagen Tomahawks  | Copenaghen |        |                   |                               |
| Copenhagen Towers     | Gentofte   |        |                   |                               |
| Esbjerg Hurricanes    | Esbjerg    |        |                   |                               |
| Herlev Rebels         | Herlev     |        |                   |                               |
| Odense Swans          | Odense     |        |                   |                               |
| Søllerød Gold Diggers | Rudersdal  |        |                   |                               |
| Triangle Razorbacks   | Vejle      |        |                   |                               |

## Stagione regolare

### Calendario

#### 1ª giornata
| Copenaghen 14 aprile 2012, ore 14:00 | Copenhagen Tomahawks | 7 – 34 referto | AaB 89ers | Valby Idrætspark |

| Kastrup 14 aprile 2012, ore 15:00 | Amager Demons | 9 – 43 referto | Triangle Razorbacks | Bag Amagerhallen |

| Viby J 15 aprile 2012, ore 15:00 | Aarhus Tigers | 0 – 10 referto | Herlev Rebels | Bøgeskov Idrætsanlæg |

| Nærum 15 giugno 2012, ore 14:00 | Søllerød Gold Diggers | 69 – 0 referto | Esbjerg Hurricanes | Rundforbi Stadion |

#### 2ª giornata
| Aalborg 21 aprile 2012, ore 14:00 | AaB 89ers | 7 – 27 referto | Copenhagen Towers | Aab´s anlæg |

| Herlev 21 aprile 2012, ore 15:00 | Herlev Rebels | 7 – 35 referto | Triangle Razorbacks | Kildegårdsskolen |

| Odense 22 aprile 2012, ore 15:00 | Odense Swans | 7 – 21 referto | Copenhagen Tomahawks | Hjalleseskolen |

#### 3ª giornata
| Esbjerg 28 aprile 2012, ore 15:00 | Esbjerg Hurricanes | 41 – 0 referto | Copenhagen Tomahawks | Skibhøj Idrætsanlæg |

| Nærum 28 aprile 2012, ore 15:00 | Søllerød Gold Diggers | 63 – 0 referto | AaB 89ers | Rundforbi Stadion |

| Odense 29 aprile 2012, ore 15:00 | Odense Swans | 40 – 34 referto | Aarhus Tigers | Odense Atletikstadion |

#### 4ª giornata
| Nærum 4 maggio 2012, ore 15:00 | Søllerød Gold Diggers | 0 – 33 referto | Copenhagen Towers | Rundforbi Stadion |

| Herlev 5 maggio 2012, ore 15:00 | Herlev Rebels | 26 – 0 referto | Odense Swans | Kildegårdsskolen |

| Aalborg 6 maggio 2012, ore 15:00 | AaB 89ers | 23 – 20 referto | Amager Demons | Aab´s anlæg |

#### 5ª giornata
| Gentofte 12 maggio 2012, ore 15:00 | Copenhagen Towers | 33 – 14 referto | Esbjerg Hurricanes | Gentofte Sportspark |

| Vejle 12 maggio 2012, ore 15:00 | Triangle Razorbacks | 50 – 14 referto | Aarhus Tigers | Vejle Atletikstadion |

| Nærum 13 maggio 2012, ore 15:00 | Søllerød Gold Diggers | 33 – 3 referto | Herlev Rebels | Rundforbi Stadion |

#### 6ª giornata
| Esbjerg 19 maggio 2012, ore 15:00 | Esbjerg Hurricanes | 0 – 23 referto | AaB 89ers | Skibhøj Idrætsanlæg |

| Gentofte 19 maggio 2012, ore 15:00 | Copenhagen Towers | 61 – 0 referto | Copenhagen Tomahawks | Gentofte Sportspark |

| Kastrup 20 maggio 2012, ore 14:00 | Amager Demons | 13 – 21 referto | Aarhus Tigers | Bag Amagerhallen |

#### 7ª giornata
| Esbjerg 26 maggio 2012, ore 15:00 | Esbjerg Hurricanes | 0 – 56 referto | Søllerød Gold Diggers | Skibhøj Idrætsanlæg |

| Herlev 27 maggio 2012, ore 15:00 | Herlev Rebels | 46 – 20 referto | Amager Demons | Kildegårdsskolen |

| Viby J 27 maggio 2012, ore 14:00 | Aarhus Tigers | 28 – 40 referto | Copenhagen Towers | Bøgeskov Idrætsanlæg |

| Odense 28 maggio 2012, ore 15:00 | Odense Swans | 0 – 48 referto | Triangle Razorbacks | Hjalleseskolen |

#### 8ª giornata
| Kastrup 2 giugno 2012, ore 15:00 | Amager Demons | 6 – 13 referto | Odense Swans | Bag Amagerhallen |

| Copenaghen 3 giugno 2012, ore 14:00 | Copenhagen Tomahawks | 0 – 82 referto | Søllerød Gold Diggers | Valby Idrætspark |

| Viby J 3 giugno 2012, ore 15:00 | Aarhus Tigers | 13 – 47 referto | Triangle Razorbacks | Bøgeskov Idrætsanlæg |

#### 9ª giornata
| Herlev 9 giugno 2012, ore 15:00 | Herlev Rebels | 12 – 6 referto | AaB 89ers | Kildegårdsskolen |

| Vejle 9 giugno 2012, ore 15:00 | Triangle Razorbacks | 48 – 3 referto | Amager Demons | Vejle Atletikstadion |

| Copenaghen 10 giugno 2012, ore 14:00 | Copenhagen Tomahawks | 0 – 59 referto | Copenhagen Towers | Valby Idrætspark |

#### 10ª giornata
| Odense 16 giugno 2012, ore 15:00 | Odense Swans | 7 – 21 referto | Herlev Rebels | Hjalleseskolen |

| Copenaghen 17 giugno 2012, ore 14:00 | Copenhagen Tomahawks | 6 – 43 referto | Aarhus Tigers | Valby Idrætspark |

| Aalborg 17 giugno 2012, ore 15:00 | AaB 89ers | 47 – 0 referto | Esbjerg Hurricanes | Aab´s anlæg |

#### 11ª giornata
| Kastrup 23 giugno 2012, ore 15:00 | Amager Demons | 21 – 0 referto | Esbjerg Hurricanes | Bag Amagerhallen |

| Gentofte 24 giugno 2012, ore 15:00 | Copenhagen Towers | 29 – 17 referto | Søllerød Gold Diggers | Gentofte Sportspark |

| Vejle 24 giugno 2012, ore 15:00 | Triangle Razorbacks | 44 – 3 referto | Odense Swans | Vejle Atletikstadion |

#### 12ª giornata
| Copenaghen 11 agosto 2012, ore 14:00 | Copenhagen Tomahawks | 8 – 37 referto | Esbjerg Hurricanes | Valby Idrætspark |

| Vejle 11 agosto 2012, ore 15:00 | Triangle Razorbacks | 21 – 20 referto | Søllerød Gold Diggers | Vejle Atletikstadion |

| Odense 12 agosto 2012, ore 15:00 | Odense Swans | 7 – 52 referto | Amager Demons | Odense Atletikstadion |

#### 13ª giornata
| Nærum 18 agosto 2012, ore 11:00 | Søllerød Gold Diggers | 50 – 0 (a tavolino) referto | Copenhagen Tomahawks | Rundforbi Stadion |

| Herlev 18 agosto 2012, ore 15:00 | Herlev Rebels | 53 – 19 referto | Aarhus Tigers | Kildegårdsskolen |

| Gentofte 19 agosto 2012, ore 15:00 | Copenhagen Towers | 36 – 35 referto | Triangle Razorbacks | Gentofte Sportspark |

#### 14ª giornata
| Viby J 25 agosto 2012, ore 15:00 | Aarhus Tigers | 6 – 22 referto | Amager Demons | Bøgeskov Idrætsanlæg |

| Gentofte 25 agosto 2012, ore 15:00 | Copenhagen Towers | 47 – 7 referto | AaB 89ers | Gentofte Sportspark |

| Esbjerg 26 agosto 2012, ore 15:00 | Esbjerg Hurricanes | 43 – 10 referto | Odense Swans | Skibhøj Idrætsanlæg |

#### 15ª giornata
| Esbjerg 1º settembre 2012, ore 15:00 | Esbjerg Hurricanes | 0 – 56 referto | Copenhagen Towers | Skibhøj Idrætsanlæg |

| Aalborg 1º settembre 2012, ore 15:00 | AaB 89ers | 50 – 0 (a tavolino) referto | Copenhagen Tomahawks | Aab´s anlæg |

| Vejle 2 settembre 2012, ore 14:00 | Triangle Razorbacks | 22 – 34 referto | Herlev Rebels | Vejle Atletikstadion |

#### 16ª giornata
| Aalborg 8 settembre 2012, ore 15:00 | AaB 89ers | 0 – 52 referto | Søllerød Gold Diggers | Aab´s anlæg |

| Kastrup 8 settembre 2012, ore 15:00 | Amager Demons | 3 – 17 referto | Herlev Rebels | Bag Amagerhallen |

| Viby J 9 settembre 2012, ore 14:00 | Aarhus Tigers | 22 – 13 referto | Odense Swans | Bøgeskov Idrætsanlæg |

### Classifica
La classifica della regular season è la seguente:
- PCT = percentuale di vittorie, G = partite giocate, V = partite vinte, P = partite perse, PF = punti fatti, PS = punti subiti

#### Gruppo 1
| Pos. | Squadra             | PCT  | G  | V | N | P | PF  | PS  |
| ---- | ------------------- | ---- | -- | - | - | - | --- | --- |
| 1    | Triangle Razorbacks | .800 | 10 | 8 | 0 | 2 | 339 | 139 |
| 2    | Herlev Rebels       | .800 | 10 | 8 | 0 | 2 | 229 | 145 |
| 3    | Aarhus Tigers       | .300 | 10 | 3 | 0 | 7 | 200 | 294 |
| 4    | Amager Demons       | .300 | 10 | 3 | 0 | 7 | 169 | 224 |
| 5    | Odense Swans        | .200 | 10 | 2 | 0 | 8 | 100 | 317 |

#### Gruppo 2
| Pos. | Squadra               | PCT   | G  | V  | N | P | PF  | PS  |
| ---- | --------------------- | ----- | -- | -- | - | - | --- | --- |
| 1    | Copenhagen Towers     | 1.000 | 10 | 10 | 0 | 0 | 421 | 108 |
| 2    | Søllerød Gold Diggers | .700  | 10 | 7  | 0 | 3 | 442 | 86  |
| 3    | AaB 89ers             | .500  | 10 | 5  | 0 | 5 | 197 | 228 |
| 4    | Esbjerg Hurricanes    | .300  | 10 | 3  | 0 | 7 | 135 | 323 |
| 5    | Copenhagen Tomahawks  | .100  | 10 | 1  | 0 | 9 | 42  | 464 |

## Playoff e playout

### Tabellone
|  | Wild Card | Wild Card             | Wild Card             |                       |                     | Semifinali          | Semifinali          | Semifinali |  |  | XXIV Mermaid Bowl | XXIV Mermaid Bowl | XXIV Mermaid Bowl |  |
|  |           |                       |                       |                       |                     |                     |                     |            |  |  |                   |                   |                   |  |
|  |           |                       |                       |                       |                     | 1-1                 | Triangle Razorbacks | 37         |  |  |                   |                   |                   |  |
|  |           |                       |                       |                       |                     | 1-1                 | Triangle Razorbacks | 37         |  |  |                   |                   |                   |  |
|  |           |                       |                       | Herlev Rebels         | 11                  |                     |                     |            |  |  |                   |                   |                   |  |
|  | 1-2       | Herlev Rebels         | 35                    | Herlev Rebels         | 11                  |                     |                     |            |  |  |                   |                   |                   |  |
|  | 1-2       | Herlev Rebels         | 35                    |                       |                     |                     |                     |            |  |  |                   |                   |                   |  |
|  | 2-3       | AaB 89ers             | 18                    |                       |                     |                     |                     |            |  |  |                   |                   |                   |  |
|  | 2-3       | AaB 89ers             | 18                    |                       | Triangle Razorbacks | Triangle Razorbacks | 34                  |            |  |  |                   |                   |                   |  |
|  |           |                       |                       |                       |                     |                     |                     |            |  |  |                   |                   |                   |  |
|  |           |                       | Søllerød Gold Diggers | Søllerød Gold Diggers | 29                  |                     |                     |            |  |  |                   |                   |                   |  |
|  |           |                       |                       | Søllerød Gold Diggers | 29                  |                     |                     |            |  |  |                   |                   |                   |  |
|  |           |                       |                       |                       |                     |                     |                     |            |  |  |                   |                   |                   |  |
|  |           |                       |                       |                       |                     |                     |                     |            |  |  |                   |                   |                   |  |
|  |           | 2-1                   | Copenhagen Towers     | 35                    |                     |                     |                     |            |  |  |                   |                   |                   |  |
|  |           |                       |                       | 35                    |                     |                     |                     |            |  |  |                   |                   |                   |  |
|  |           |                       |                       | Søllerød Gold Diggers | 41                  |                     |                     |            |  |  |                   |                   |                   |  |
|  | 2-2       | Søllerød Gold Diggers | 56                    | Søllerød Gold Diggers | 41                  |                     |                     |            |  |  |                   |                   |                   |  |
|  | 2-2       | Søllerød Gold Diggers | 56                    |                       |                     |                     |                     |            |  |  |                   |                   |                   |  |
|  | 1-3       | Aarhus Tigers         | 0                     |                       |                     |                     |                     |            |  |  |                   |                   |                   |  |

### Wild Card
| Herlev 15 settembre 2012, ore 15:00 | Herlev Rebels | 35 – 18 referto | AaB 89ers | Kildegårdsskolen |

| Nærum 16 settembre 2012, ore 15:00 | Søllerød Gold Diggers | 56 – 0 referto | Aarhus Tigers | Rundforbi Stadion |

### Semifinali
| Vejle 22 settembre 2012, ore 19:00 | Triangle Razorbacks | 37 – 11 referto | Herlev Rebels | Vejle Atletikstadion |

| Gentofte 23 settembre 2012, ore 15:00 | Copenhagen Towers | 35 – 41 referto | Søllerød Gold Diggers | Gentofte Sportspark |

### Playout
| Odense 29 settembre 2012, ore 15:00 | Odense Swans | 22 – 13 referto | Middelfart Stingers | Hjalleseskolen |

### XXIV Mermaid Bowl
| Vejle 6 ottobre 2012, ore 19:30 | Triangle Razorbacks | 34 – 29 referto | Søllerød Gold Diggers | Vejle Stadion |

## Verdetti
- Triangle Razorbacks Campioni della Danimarca 2012